# Janet Lawson

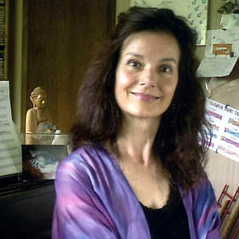
Janet Lawson, 2010

Janet Lawson (* 13. November 1940 in Baltimore als Janet Ann Polun; † 22. Januar 2021) war eine amerikanische Jazzsängerin.

## Leben und Wirken
Lawson wuchs in einer Familie von Berufsmusikern auf (ihr Vater leitete ein Trio, ihre Mutter sang und textete für Peggy Lee); bereits im Alter von drei Jahren gab sie ihr Gesangsdebüt. Sie trat als Kind im Radio und im regionalen Fernsehen auf; als Jugendliche sang sie vier Jahre lang in der Big Band von Bill Maisel. 1960 zog sie nach New York, wo sie bei Hall Overton studierte und als Sekretärin arbeitete; später nahm sie Stunden bei Warne Marsh.
Ihren ersten Auftritt hatte Lawson im Village Vanguard mit dem Quartett von Art Farmer. In der Folge arbeitete sie mit Ron Carter, Duke Pearson, Chick Corea, später dann auch mit Duke Ellington und Count Basie. 1968 und 1969 trat sie regelmäßig in Steve Allens Fernsehshow auf, dann arbeitete sie im Theater. Sie trat als Sängerin mit dem Tanztheater von Alvin Ailey im Stück Blood Memories auf. Gemeinsam mit der Texterin Diane Snow schrieb sie das Musical Jass is a Lady. 1970 legte sie die Single „Two Little Rooms“/„Dindi“ (United Artists) vor; bei letzterem, einem Song von Antonio Carlos Jobim, wurde sie von Richard Davis und Roland Hanna begleitet.
1976 gründete Lawson ein eigenes Quintett. Sie trat in den großen New Yorker Jazzclubs auf und war auch international auf Tournee. Anfang der 1980er Jahre nahm sie zwei hervorragende Alben für die Label Inner City und Omnisound auf; das Debütalbum wurde 1982 für einen Grammy nominiert. Lawson zeigte sich dort Scott Yanow (Allmusic) zufolge als eine einfallsreiche und ausdrucksstarke Scat-Sängerin mit sehr großer Bandbreite. Sie wirkte auch auf Platten von Eddie Jefferson und David Lahm (Real Jazz for the Folks That Feel Jazz, 1982) mit. Eine Langzeiterkrankung ihres Vaters führte dazu, dass sie ihn pflegte und sich zunächst von der Bühne zurückzog.
Lawson leitete von 1981 bis 1988 das Vocal Jazz Program an der William Paterson University. Seit 1999 trat sie wieder an der Ostküste auf. Sie war eine der Gründerinnen des Vocal Departments an der New School, wo sie dann als Professorin Jazzgesang lehrte; sie baute auch in Riga die Ausbildung in Jazzgesang auf. Eine Erkrankung an Lyme-Borreliose schränkte ihre Karriere teilweise stark ein. 2014 wurde ihr Debütalbum, das 2001 bereits in Japan auf CD erschien, wiederveröffentlicht. 2019 erschien ihr autobiographisch gefärbtes E-Book The Integrated Artist: Improvisation as a Way of Life.

## Diskographische Hinweise
- Eddie Jefferson: The Main Man (Inner City, 1977)[6]
- The Janet Lawson Quintet (mit Roger Rosenberg, Bill O’Connell, Ratzo Harris, Jimmy Madison; Inner City, 1981)[7]
- Dreams Can Be (Omnisound, 1984)